# Folión de Carros
El Folión de Carros (en gallego: Folión dos Carros) es un evento, declarado Bien de Interés Turístico en mayo de 2002 y Bien de Interés Cultural en 2019, que se celebra durante las fiestas patronales de Chantada (Lugo) en agosto.
Se trata de un desfile de carrozas, sobre las que se recrean escenas tradicionales de los diversos oficios, así como labores agrícolas propias de la comarca o la vida cotidiana, de épocas anteriores. Para ello, los carros son ricamente decorados con escenas de, por ejemplo, un taller de herrería, un obradoiro de pan, la vendimia o el ambiente de una vieja cantina. Los figurantes también lucen las vestiduras típicas del oficio y la época. Estos carros son tirados por bueyes, pudiendo, en algunos casos, llegar hasta cuatro o seis reses. La asociación Amigos do Folión, organizadora del desfile, otorga, al final del mismo, diversos premios por la creatividad y rigor de los decorados y vestimentas.

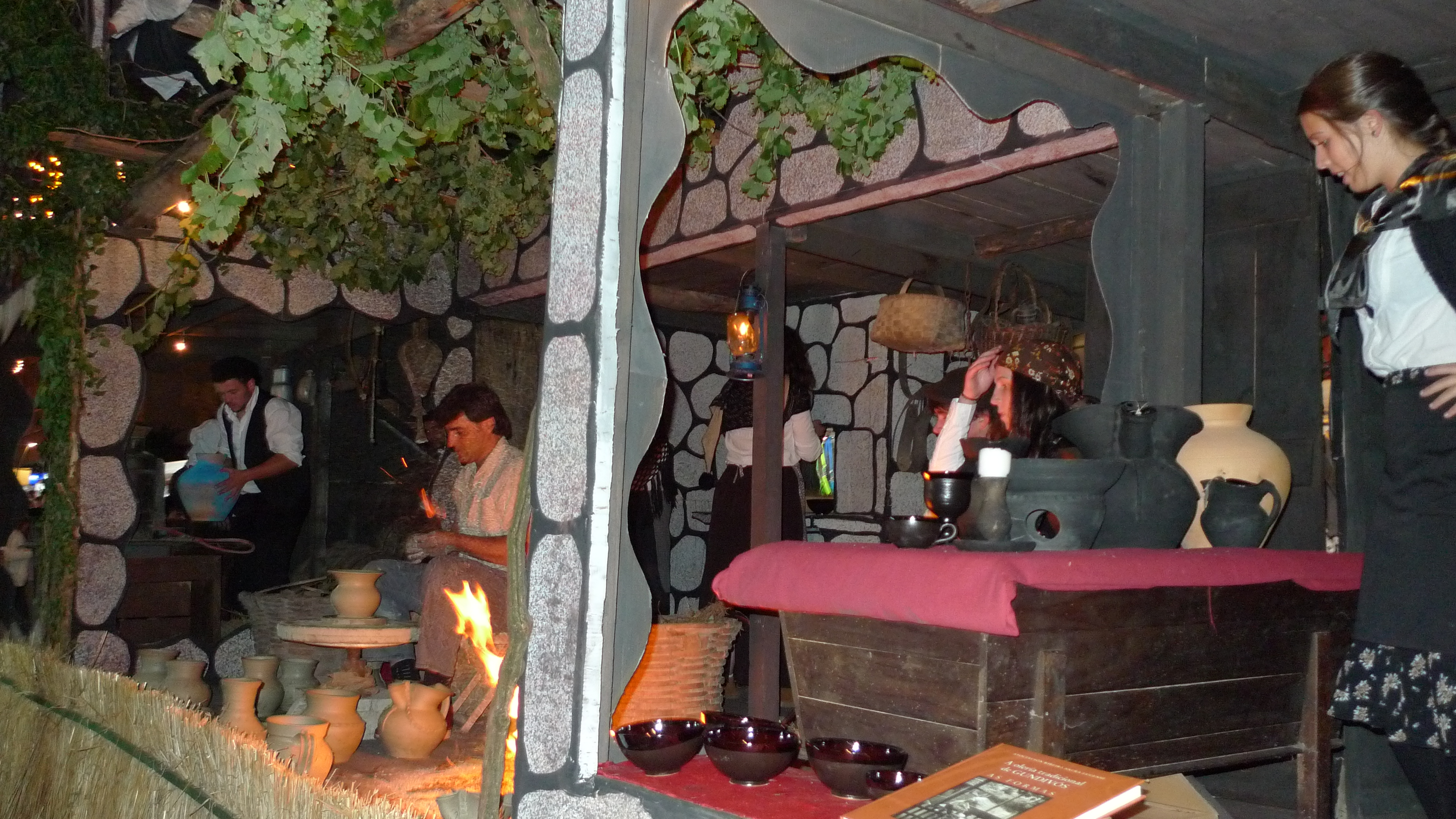
Folión de Carros. Taller de alfarería.

Su origen se remonta a la Edad Media, cuando los artesanos y comerciantes sacaban sus talleres a las calles para darse a conocer.